# 실시간 웹
실시간 웹(Real-time web)은 인터넷에서 사용자들로 하여금 창작자가 정보를 만들어내는 즉시 수신할 수 있도록하는 기술 혹은 서비스들을 말한다. 이는 구독하여 정기적 혹은 부정기적으로 업데이트를 받는 것과 차별화된것이다. 실시간 웹에서 전달되는 정보의 형식은 단문 메시지, 상태 업데이트, 새로운 뉴스 속보나 긴 문서로의 하이퍼링크 연결등이다. 이러한 정보는 사회적 연결망을 지원하는 트위터, 페이스북 등의 사회적 네트워크 시스템(Social Network System)을 통해 전달 된다. 정보의 내용은 사람들의 의견, 상태, 태도, 생각과 관심등을 나타내며 어떠한 사실이나 확실한 뉴스와는 차별된다.
성공적인 실시간 웹서비스의 예로는 페이스북의 뉴스피드나 트위터이다. 여기서 전달되어 나누어지는 사람들의 경험은 마치 인스턴트 메신저와 같지만 사회적 네트워크망을 통해 전달되고 검색가능하기 때문에 제3자가 현재 어떤 새로운 이슈가 떠오르는지 사람들이 어떤 주제에 대해 어떤 내용의 의견을 나누고 있는지에 대해 실시간적으로 알 수 있다는 장점이 있다. 이는 인터넷 검색 엔진의 새로운 기술 트랜드이기도 한데 최근에는 구글에서 실시간 웹 서치를 가능하게 한 구글 서치 서비스를 시작했다

## 검색과 추적
실시간 웹에서 눈에 띄는 사용자 행동은 실시간 웹 검색과 추적(tracking)이다. 실시간 검색은 어떤 흥미있는 주제에 대한 실시간적 검색결과를 제공하는 것이고 실시간 추적은 어떤 흥미있는 주제에 대해 검색 설정을 해두고 앞으로 만들어질 정보에 대한 추적을 실시간으로 하는 것이다.

### 실시간 검색
실시간 웹 기술과 이 기술을 이용한 많은 서비스들이 발달하게 됨에 따라 많은 새로운 정보의 흐름이 형성되었다. 이러한 정보의 흐름에 접근하기 위해서 필요한 기술로 실시간 검색기술이 필요하게 되었으며 이는 인터넷에서 어떤 정보가 발생하면 그 즉시 검색을 가능하게 한다는 개념으로 만들어진것이다. 전통적인 검색엔진은 웹을 자동적으로 검색하여 인덱스를 형성하는 소프트웨어 로봇이 주기적으로 결과를 누적하여 이를 빠르게 검색한다는 개념이었지만 실시간 웹 검색 기술은 새로운 방법의 검색기술이 필요하게 되었다.

### 실시간 추적
어떤 실시간 웹의 정보는 사용자로 하여금 정보의 필요에 따라 계속적인 추적을 하게끔한다. 예를 들어 특정 고속도로의 교통상황이라든가 날씨정보이다. 만약 눈이 온다든가 비가 오게 되는 정보가 실시간으로 검색되어 사용자에게 전달된다면 사용자는 이에 따라 우산을 준비할 수 있다.

## 같이 보기
- 코멧 (프로그래밍)
- 파이어베이스
- 미티어 (웹 프레임워크)
- 마이크로블로그
- Node.js
- 푸시 기법
- Vert.x

## 참고 자료
- Morrison, Scott (15 June 2009). "Internet Giants Look For Edge In Real-Time Search". 월스트리트 저널. 2009-06-17 보관됨 2009-06-16 - 웨이백 머신
- Wray, Richard (19 May 2009). "Google 'falling behind Twitter'". 가디언. Retrieved 2009-06-17